# كلية الهندسة الخوارزمي (جامعة بغداد)
كلية الهندسة الخوارزمي في جامعة بغداد هي كلية تعنى بدراسة العلوم الهندسية الحديثة وكانت تعرف ب الهندسة الثانية في جامعة بغداد. سميت بعد الحرب الأخيرة على العراق بهندسة الخوارزمي تيمنا بعالم الرياضيات المعروف الخوارزمي. مقرها في منطقة الجادرية في بغداد.
تأسست في 13 حزيران 2002، الدفعة الأولى للطلابِ أُدخلتْ إلى الكليَّةِ في بدءِ السنة الدراسيةِ 2002-2003 بعد إنْجاز كُلّ متطلبات كليَّةِ بضمن ذلك البناياتِ والمختبراتِ بتنسيقِ جامعةِ بغداد. وتعنى بدارسة فروع الهندسة الحديثة وقد باسم الهندسة الثانية وكانت تابعة للهندسة الأولى وهي الرئيسية في جامعة بغداد، كانت الدراسة فيها تبدأ من الصف الثالث ويتم القبول فيها بعد الخضوع للامتحان التأهيلي. لكنها الآن تبدأ الدراسة فيها من الصف الأول عن طريق القبول المركزي الذي يتم بعد أكمال الطلاب لمرحلة الثانوية.

## أقسام الكلية
تحتوي هذه الكلية على خمسة أقسام وهي:
- قسم هندسة الطب الحياتي (Biomedical Engineering)
- قسم هندسة المعلومات والاتصالات (Information and Communication Engineering)
- قسم هندسة التصنيع المؤتمت (Automated Manufacturing Engineeringِ)
- قسم الهندسة الكيميائية الحياتية (Biochemical Engineering)
- قسم هندسة الميكاترونكس (Mecatronics Engineering)

### قسم الميكاترونكس
هو أحد أقسام كلية الخوارزمي للهندسة بجامعة بغداد وتهتم هندسة الميكاترونيك في تصميم أنظمة الكومبيوتر التي تسيطر عليها الكهروكيميائية.وهو يشمل علم الإنسان الآلي ونظم التشغيل الآلي، العصبية الصناعية (الذكاء الصناعي)، ونظام المايكروإلكترونيك ميكانيك أو مايسمى بال (MEMS) والعديد من التقنيات الأخرى، برنامج متعدد التنظيم باستخدام كل من تصاميم النظام الكهربائي وأجزاء الحاسوب.في عام 1997 أسس هذا القسم كأحد أقسام في هندسة بغداد الأولى وفي عام 2002 أصبح أحد أقسام كلية الخوارزمي للهندسة وفيها أصبح الانضمام إليها بعد أجتياز الامتحان التأهيلي من أقسام الهندسة (الميكانيكية والألكترونيكيات والكهربائية وهندسة الحاسبات وهندسة السيطرة والنظم والهندسة النووية).ثم أصبح الانضمام إلى هذا القسم بدون الخضوع للمتحان التأهيلي بل مباشرة عن طريق القبول المركزي بعد الامتحانات الوزارية.

### قسم الطب الحياتي

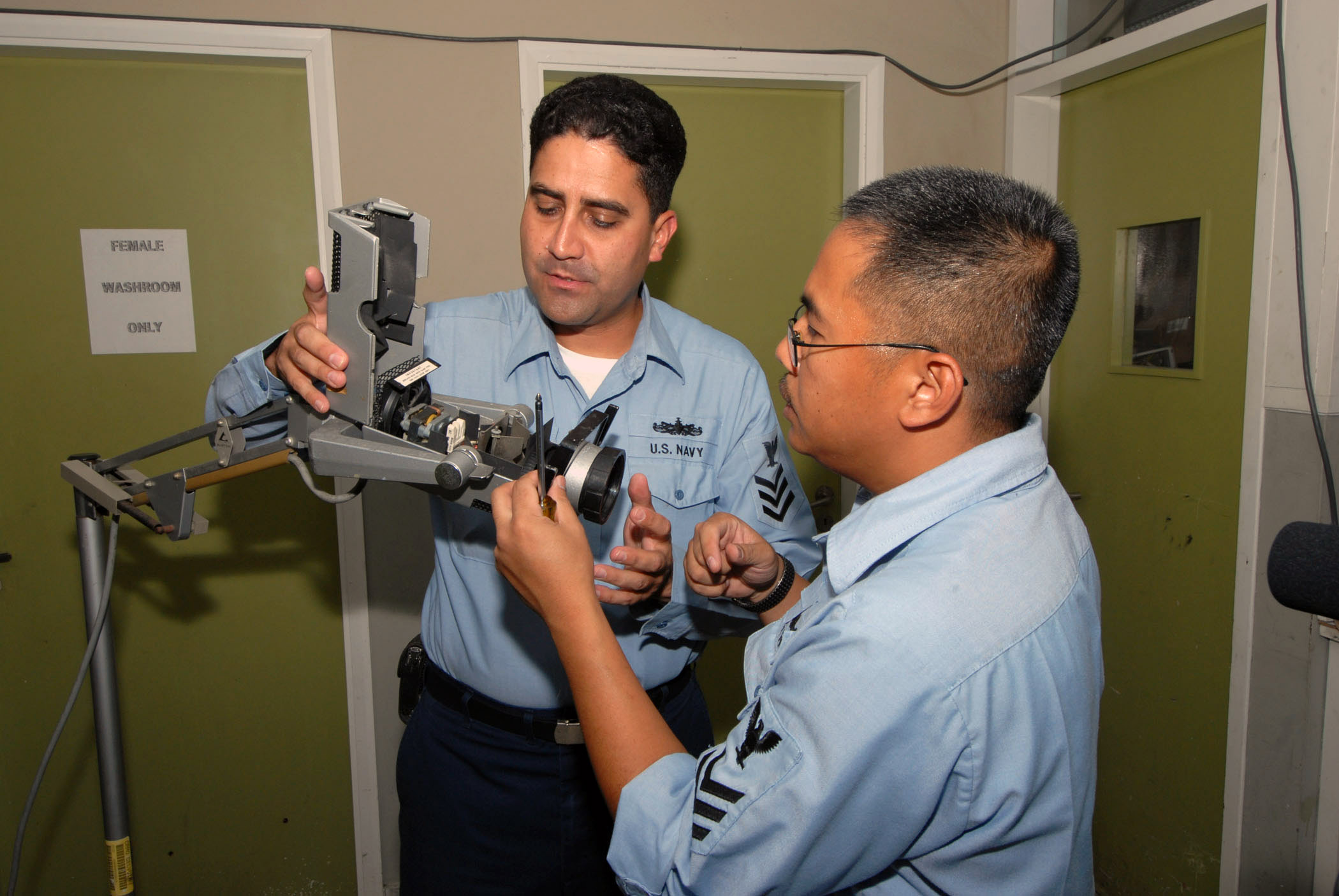

قسم هندسة الطب الحياتي وقد تأسس سنة 1997م من كلية الهندسة في جامعة بغداد من أجل حاجة بلدنا لتحسين التقنية والمواد الحياتية من اجل تطوير أسلوب رعاية المرضى والرعاية الطبية وذلك بالأستخدام المثمر للهندسة والعلوم الفيزيائية في مجال الطب في العراق، وقسم هندسة الطب الحياتي هو أول قسم هندسي معني بدراسة المفاهيم الأساسية وتكنلوجيا الهندسة بالعلوم الطبية بعد خلق الروابط العلمية بين الهندسة والطب. وعند تخرج المهندسين من قسم الطب الحياتي يكون مهيأين للعب دور قيادي في القدرات المهنية في المستشفيات والشركات الطبية وفي مجالات الكومبيوتر.كانت فترة الدراسة في هذا القسم ثلاث سنوات بعد أجتياز المرحلة الثانية من أقسام الهندسة:(الهندسة الكهربائية، هندسة الحاسبات، هندسة السيطرة، الهندسة الإلكترونية، الهندسة الميكانيكية). لكن أصبح الآن القبول في هذا القسم يعتمد على القبول المركزي بعد أجتياز مرحلة الإعدادية ومدة الدراسة 5 سنوات.

### قسم المعلومات والاتصالات
تم تأسيس هذا القسم في العام الدراسي 1998م وأدمج مع كلية هندسة الخوارزمي بجامعة بغداد في بداية العام 2002 - 2003م وكان يقبل الطلاب الذين أجتازوا المرحلة الثانية من أقسام (هندسة الكهرباء، هندسة الحاسبات، وهندسة الأتصالات، وهندسة أنظمة السيطرة في الهندسة الميكانيكية، وهندسة البرامجيات).عندما تقرأ كلمة هندسة المعلومات والأتصالات ركز على كلمة «المعلومات» فهي تعني المباديء، التقنيات، الخدمات والانضباط الذي يؤدي إلى عصر المعلومات، لأنه يركز على الكومبيوتر وشبكة الأتصالات السلكية واللاسلكية، ويغطي أنتقال المعلومات مثلا ً (بين الاتصالات البصرية والاتصالات اللاسلكية، وبين الاتصالات السلكية والاتصالات اللاسلكية)، وتقنيات الشبكات، حيث يدرس الطلبة مختلف المواضيع المتصلة بتكنلوجيا المعلومات وهندسة الاتصالات بعد التخرج، وسوف يحصلون على درجة البكلوريوس في هندسة المعلومات والاتصالات.

### قسم التصنيع المؤتمت
هندسة عمليات التصنيع أو (أنظمة التصنيع) وهو قسم يهتم بالتصنيع في المعامل المتطورة كمعامل صناعة السيارات ومعامل الأجهزة الإلكترونية الحديثة التي تعتمد على الرقائق الإلكترونية أو ال (ICs) أي الدوائر المتكاملة ويهتم بدراسة الروبوت الصناعي Manufucturing روبوتيةs التي تعمل في هذه المعامل الحديثة والعصرية..ويمكن تلخيص هذا القسم بعبارة ((السيطرة على خطوط الأنتاج من خلال برامج الحاسوب)).ومن أجل استيعاب التطور العلمي المعاصر والسريع وتحقيق نوعية متقدمة في مجال التعليم العالي، والتعليم الهندسي في الآونة الأخيرة تم توسيعها لتشمل مجالات محددة عديدة في العصر الحديث. أهم التطبيقات العملية كان الهندسة الصناعية (وزارة التربية)، وهذا القسم تأسس في العام الدراسي (2002-2003) ليكون واحد من أهم اقسام الخوارزمي في كلية الهندسة في جامعة بغداد. أنه يقبل طلاب السنة الثانية ويمر في مجالات التخصص التالية: (الميكانيكية والإنتاج وتعدين والمواد) قسم هندسة عمليات تصنيع يقبل الطلاب من مختلف الجامعات من جميع أنحاء البلاد بعد اجتياز امتحان التأهيل في العلوم الهندسية. مدة الدراسة هي خمسة سنوات. في هذا القسم يديره أساتذة ذوي خبرة عالية في مجال الهندسة ومختلف الميادين العلمية.

### قسم الكيميائية الحياتية
قسم الكيميائية الحياتية هو أحد أقسام كلية الخوارزمي للهندسة بجامعة بغداد وفيه دِراسات الهندسة الكيمياوية الحيويةِ مُهتمّة بالعملياتِ الكيمياوية الحيويةِ تَستخدم العوامل الأحيائية مثل الخمائرِ، وكذلك البكتيريا. يُؤكّدُ قسمُ الهندسة الكيمياوية الحيويةَ تطبيقَ مبادئِ الهندسة الأساسيةِ الذي إندمجَ مع العُلومِ الأساسيةِ (عِلْم أحياء وكيمياء ورياضيات وفيزياء) لتَطوير جديدةِ وتُشغّلُ صناعاتَ العمليةِ الحاليةِ مُهتمّة بمثل هذه الهندسة الكيمياوية الحيويةِ التحويلِ الكيميائيةِ تَدْرسُ هديةً العلاقةَ بين الكائنات]] الحيّة المجهرية وبيئتِهم، يَتخصّصونَ في فيَاْس - فوق نَتائِجِ المختبرِ يعود إلى الطيار وبعد ذلك إلى المِقياسِ الصناعيِ بالاهتمامِ المعيّنِ في الربحِ وتقديرِ التكاليف يَأْخذانِ بنظر الاعتبار استهلاكَ وتركيزَ الطاقةِ المنخفضِ على السماتِ البيئيّةِ. إنّ المهندسَ الحيويَ أو الاحيائي مُهتمّ بدِراسَة مبادئِ عمليةِ الوحدةِ والتصميمِ والسيطرةِ التي تَستعملُ تقنيةَ حاسبات لإنْتاج المُنتَجاتِ العالية النوعيةِ. إنّ قسمَ الهندسة الكيمياوية الحيويةَ أحد أقسامِ الهندسة الأحدثِ لكليَّةِ هندسة الخوارزمي أَسّستْ في 2002-2003.وأيضا كان كبقية الاقسام يَقْبلُ الطلابَ الذين عَبروا سَنَتَهم الثانيةَ في هندسة الأقسامِ مثل بيئيةِ ونوويةِ وكيميائيةِ. لكي يُقْبَلَ في طلابِ قسمِ الهندسة الكيمياوية الحيويةِ يَتطلّبونَ للنَجاح في دخولَ اختبار الذي يَضِعُ مِنْ قِبَلْ لجنةَ الكليَّةَ العلميةَ، والان أصبح الدخول إلى هذا القسم عن طريق القبول المركزي فقط.

## أهداف الكلية
ان هدف الكلية هو هدف استراتيجي للمساعدة على تهيئة الظروف التي يمكن فيها الوصول إلى هذا التطور في العالم من خلال أقسام الكلية كما في وحداتها الأكاديمية المركزية والدراسة التي تقدمها الكلية تحقق انجازات بارعة لانها تواكب التقدم في الهندسة العربية والعالمية.
تشرف على الكلية نخبة من اساتذة الهندسة من ذوي الخبرة في التعليم الهندسي يسعون للارتقاء بمستوى الطلبة ويبذلون جهودآ كبيرة من اجل النهوض بالمستوى العلمي.
- ان كلية هندسة الخوارزمي تأخذ على عاتقها مسؤوليات كبيرة لأسباب كثيرة أهمها أنها تحمل اسم جامعة بغداد..... وبغداد هي دار السلام وارض الإسلام والعروبة وعاصمة بلاد الرافدين والخلافة الإسلامية في أوج تطورها العلمي لأكثر من أربعة قرون. ولأنها كلية عراقية تحمل على متنها العلوم الهندسية الحديثة التي تواكب العالم ببناء قاعدة علمية رصينة.
- سيشهد العالم في بدء القرن الحالي تطورا سريعا في التعليم العالي والبحث العلمي، مستندا إلى التطورات التي تحصل في علم المعلوماتية والاتصالات والتي انعكست بدورها على التخصصات العلمية كافة حيث بدأت الكثير من الجامعات العالمية باستحداث تخصصات جديدة تتواكب مع هذا التطور العلمي وبما يلبي حاجات المجتمع. ولغرض مواكبة هذا التطور للتعليم العالي في العراق فأن كلية هندسة الخوارزمي تلبي الطموح المستقبلي لتشمل التخصصات الحديثة في العلوم الهندسية بما يضمن مواكبة التوجهات العالمية والتي تنسجم مع حاجة العراق المستقبلية آخذين بنظر الاعتبار توفر الإمكانات المادية والبشرية بحدودها الدنيا والتي تضمن تحقيق الأهداف. ان هذه التخصصات تدٌرَس في جامعات عالمية رصينة مـختلفة شملت الولايات المتحدة، أوروبا، اليابان ودول أخرى متقدمة وكانت هذه الجامعات سباقة في استحداث هذه الأقسام العلمية الحديثة قبل عقد أو عقدين على الأقل.
- كلية هندسة الخوارزمي تستقبل الطلبة المتميزين من جامعات القطر كافة / كليات الهندسة /الناجحين من المرحلة الثانية إلى المرحلة الثالثة ومستقبلا وبعونه تعالى ستقوم باستقبال الأعداد الجديدة من خريجي الدراسة الاعدادية الذين يعيشون قرن التقدم في مجال الحاسبات وشبكة المعلومات والإلكترونيات فقد وجدت حاجة قائمة لفتح تخصصات هندسية حديثة تختلف طبيعة تخصصاتها عن كليات الهندسة القائمة على العلوم الهندسية المنفردة في تخصص الهندسة الميكانيكية أو الهندسة الكهربائية..... الخ، الاقسام العلمية الحديثة تشتمل على تخصصات ذات طبيعة متداخلة بين تـخصصات العلوم الهندسية والعلوم الأساسية.

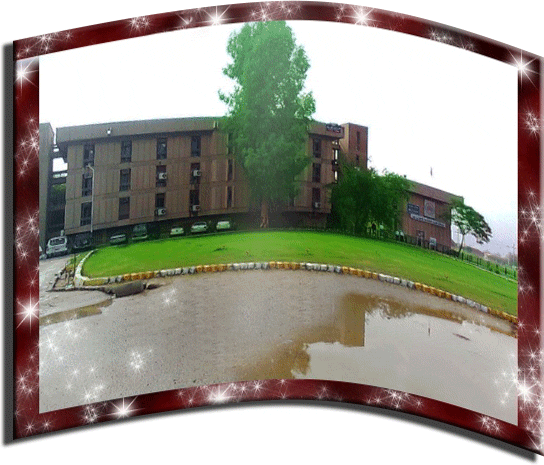

## أسماء العمداء الذين توالوا على عمادة الكلية
| التسلسل | الاسم                    | المنصب                      |
| ------- | ------------------------ | --------------------------- |
| 1       | د. سعاد ناجي عبد المجيد  | عميد كلية الهندسة الخوارزمي |
| 2       | د. نبيل كاظم عبد الصاحب  | عميد كلية الهندسة الخوارزمي |
| 3       | د. أسامة فاضل عبد اللطيف | عميد كلية هندسة الخوارزمي   |
| 4       | د. محمد عبد عطية السراج  | عميد كلية هندسة الخوارزمي   |

## أعضاء مجلس الكلية
| الاسم                   | المنصب                                |
| ----------------------- | ------------------------------------- |
| د.أسامة فاضل عبد اللطيف | العميد                                |
| د. ماهر يحيى سلوم       | معاون العميد للشؤون المالية والإدارية |
| د. أحمد زيدان محمد      | معاون العميد للشؤون العلمية والطلابية |
| د. سومر متى داود        | رئيس قسم هندسة الطب الحياتي           |
| د. سها محمد هادي        | رئيس قسم هندسة المعلومات والاتصالات   |
| د. فائز فوزي            | رئيس قسم هندسة التصنيع المؤتمت        |
| د. امير حسين مراد       | رئيس قسم هندسة الميكاترونيكس          |
| د. خالد وليد            | رئيس قسم الهندسة الكيميائية الاحيائية |
| الست رشامجيد ياسين      | سكرتارية مجلس الكلية                  |

## الوحدات الإدارية في كلية الهندسة الخوارزمي
1. وحدة الشؤون الإدارية.
2. وحدة الشؤون القانونية.
3. وحدة المالية.
4. وحدة التسجيل.
5. وحدة المكتب الاستشاري
6. وحدة الترقيات
7. وحدة الحاسبة والانترنيت.
8. وحدة المكتبة والنشر.
9. وحدة التدريب العلمي والتعليم المستمر.
10. وحدة النشاط الرياضي.
11. وحدة النشاط الغـنـي.

## الدراسات العليا
في عام 2004 فتح فيها قسم الدراسات العليا لقسم الميكاترونكس وهناك مشاريع لتطوير الكلية والمنهاج وفي عام 2009 فتح التقديم للدراسات العليا في قسم قسم عمليات التصنيع أو (أنظمة التصنيع).
وفي عام 2010 تم أدراج أمتحان اللغة الأنكليزية التوفل اختبار الإنجليزية كلغة أجنبية وأمتحان الحاسوب IC3 كأحد شروط القبول في الدراسات العليا لكل من الماجستير والدكتوراه على حد سواء.

## المختبرات
تضم مختبرات (Microprocessor) ومختبرات (sensor) ومختبرات (CAM/CAD)
و (PC-interface) ومختبر (الذكاء الصناعي).
""

## وصلات خارجية
https://kecbu.uobaghdad.edu.iq/